# Dashboard

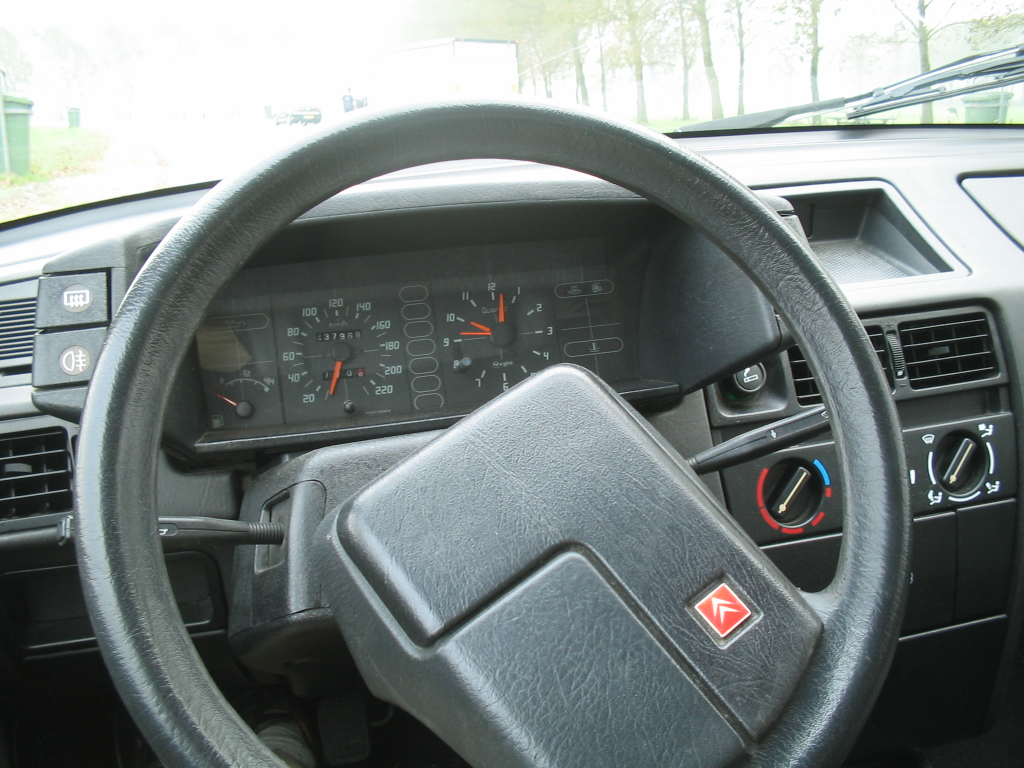
Dashboard auto

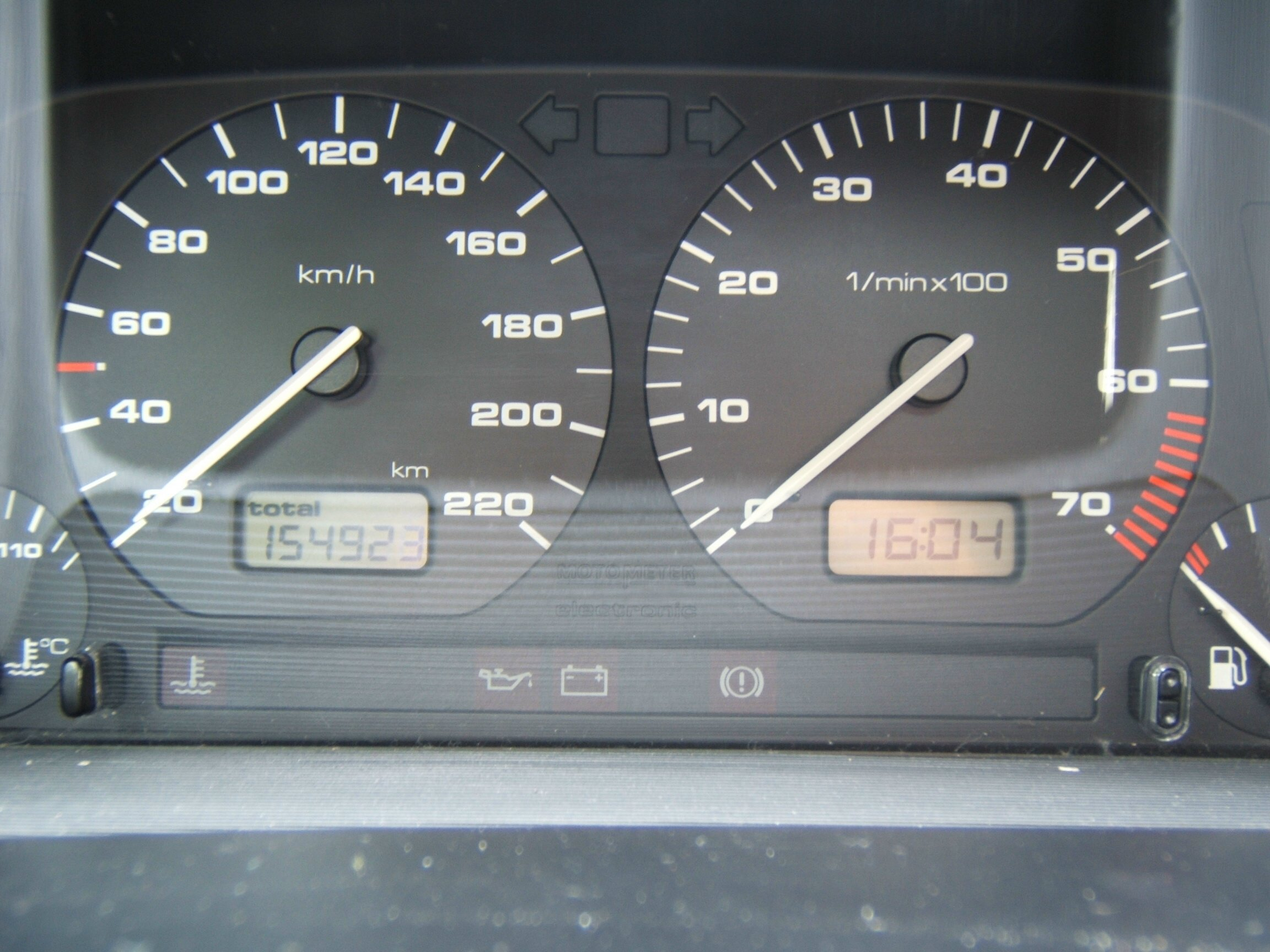
Dashboard-links

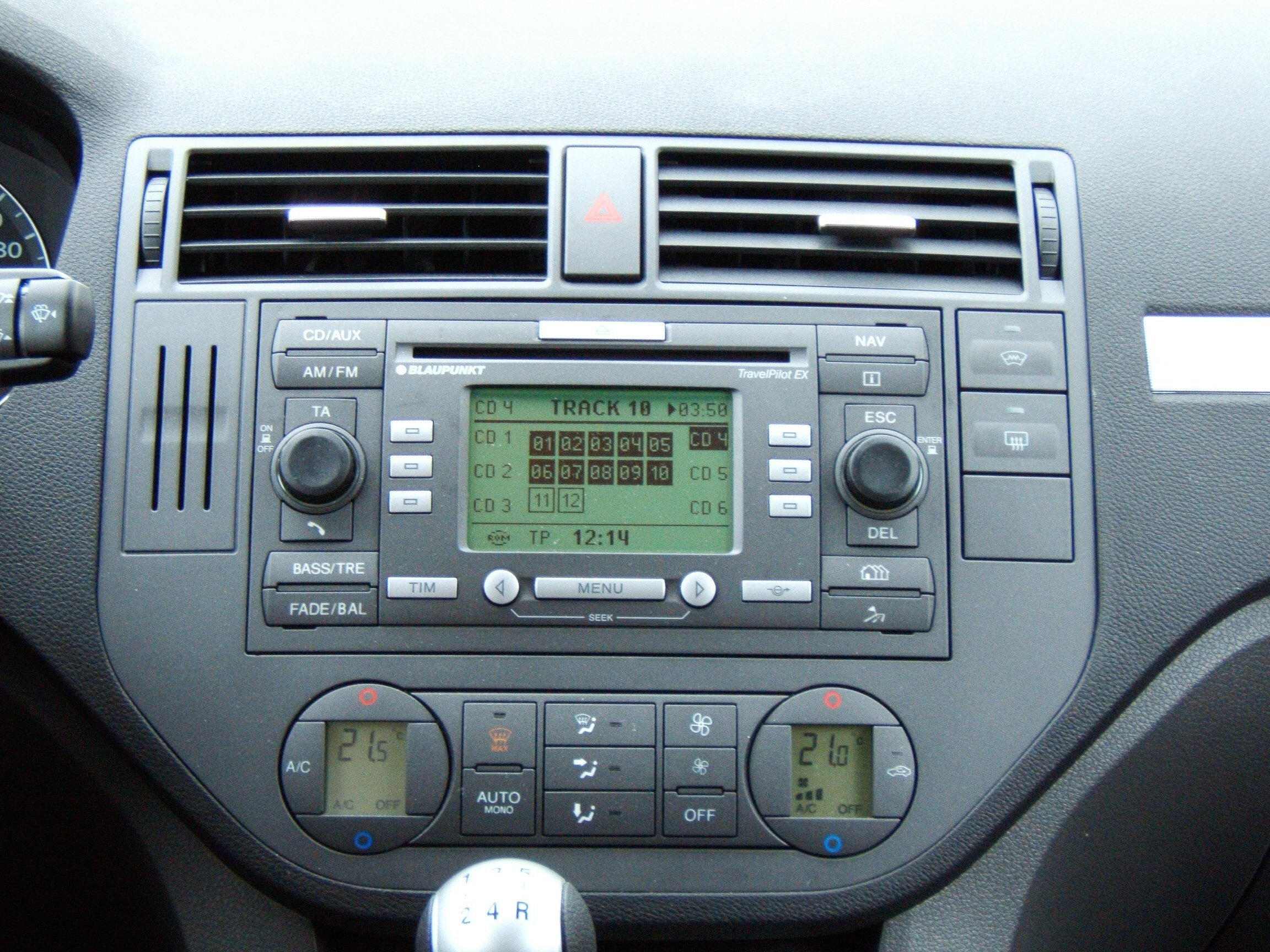
Dashboard-midden

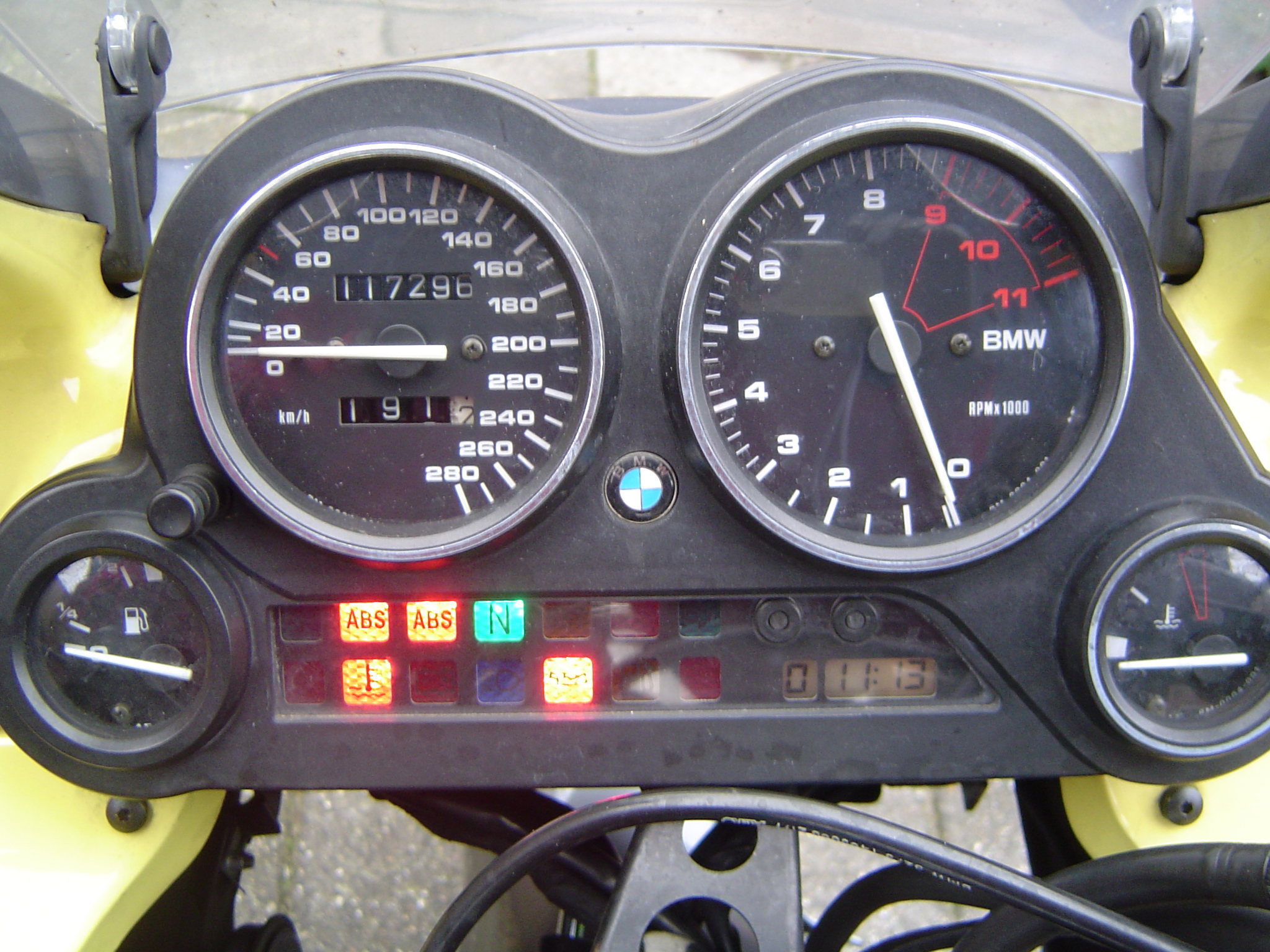
instrumentenpaneel van een motorfiets

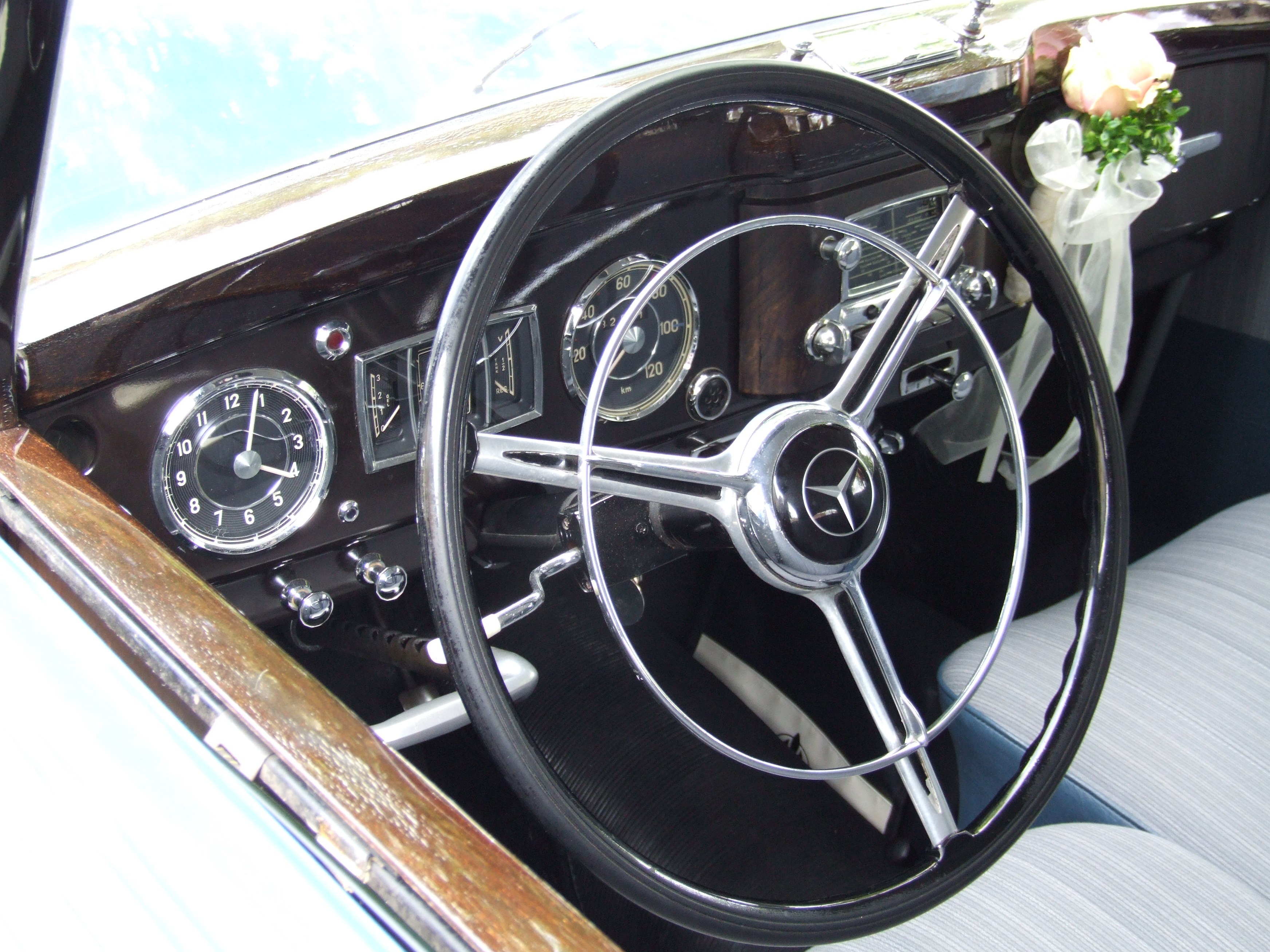
instrumentenpaneel: Mercedes 170 DS

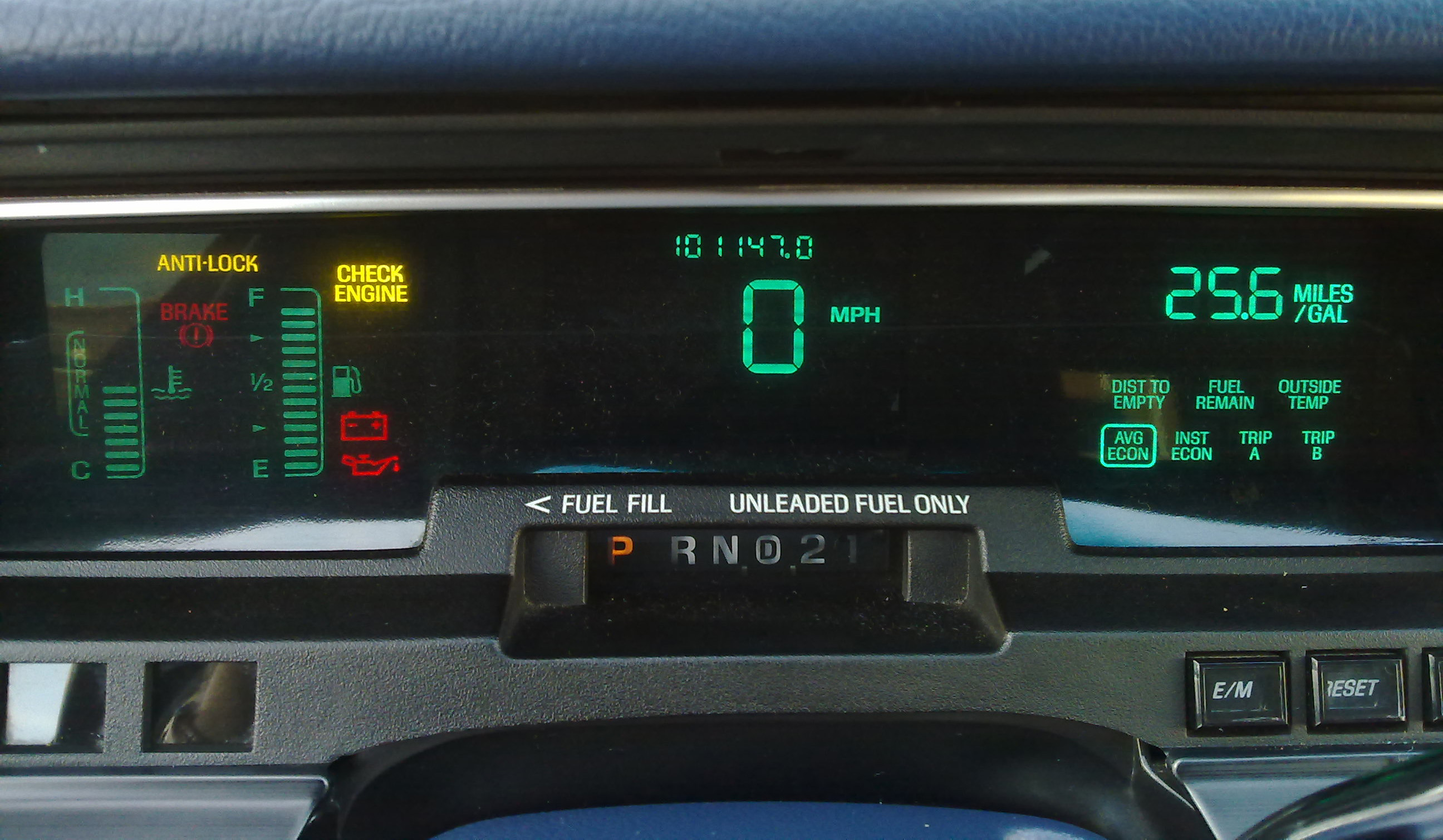
Digitaal dashboard

Het dashboard van een auto of ander gemotoriseerd voertuig is een controlepaneel dat onder de voorruit is gepositioneerd. In de oorspronkelijke Engelse betekenis is het de opstaande voorkant van een rijtuig of kar, die de koetsier moest beschermen tegen door de hoeven van de paarden opgeworpen modder en puin.
Tot de jaren 1950 was het dashboard niet meer dan een plank, waarin de instrumenten geplaatst werden. Aanvullende instrumenten konden bijgeplaatst worden door het eenvoudigweg boren van een gat, waarna hierin de extra meter geschroefd kon worden. In de jaren 1960 gaf de toepassing van gekromde voorruiten (zoals de panoramavoorruiten) ruimte voor stilering van het dashboard. In de jaren zeventig werden ter verhoging van de veiligheid de dashboards voorzien van een energieabsorberende laag. In de jaren 1990 werd toepassing van bestuurdersairbags wettelijk voorgeschreven en ook bijrijdersairbags zijn inmiddels gemeengoed.

## Dashboard opbouw
Het huidige dashboard bestaat uit:
- een dwarsbalk, bevestigd tussen de A-stijlen, waaraan de stuurkolom opgehangen wordt
- een kunststof drager, die op deze dwarsbalk gemonteerd wordt,
- zekeringen en relaisblok en de elektrische bedrading
- luchtverdeelkanalen, tussen kachel en drager
- airbag voor de zitplaats naast de bestuurder

In de kunststoffen drager worden onder andere gemonteerd:
- het instrumentenpaneel met controlelampjes en meters, zoals snelheidsmeter, kilometerteller, toerenteller, brandstofmeter, temperatuurmeter enzovoort
- luidsprekers voor het audiosysteem in het bovenvlak
- ventilatieopeningen en roosters voor ontwaseming, verwarming, en airco
- bedieningsunit voor het klimaatsysteem
- diverse schakelaars
- handschoenenkastje aan de passagierszijde, al dan niet afsluitbaar, al dan niet gekoeld
- audio-systeem / navigatiesysteem / boordcomputer

Voor de afwerking van het dashboard worden een aantal materiaalvarianten toegepast:
- harde kunststof bij lowbudgetvoertuigen
- folie met daarachter een schuimlaag
- leren bekleding met schuimlaag voor luxevoertuigen

## Overige betekenissen
- Een applicatie die een verzameling van mini-applicaties, ook wel widgets of gadgets genoemd, bevat wordt ook Dashboard genoemd.
- Financieel Dashboard